# Julie Haugaard
Julie Haugaard Andersen (født 14. maj 2002 i Hjørring) er en dansk fodboldspiller, der spiller som forsvar for Fortuna Hjørring i Gjensidige Kvindeligaen.
Hun debuterede for Fortuna Hjørring i ligaen i juni 2020 mod FC Nordsjælland. Desuden har hun spillet for Danmarks U/17-kvindefodboldlandshold.